# Søren Kongstrand
Søren Kongstrand, født  Søren Christian Pedersen, (16. februar 1872 i Ejerslev på Mors, 11. oktober 1951 i Esbjerg) var en dansk billedhugger og keramiker.

## Biografi
Søren Kongstrand var søn af husmand, møllebygger og tækkemand, Peder Sørensen (kaldet Konge), og Grete Christensen (kaldet Strand).
Han blev uddannet som købmand i fødebyen Ejerslev. Sideløbende med sin uddannelse lærte han sig kobbersmedefaget. I 1894 flyttede han til Esbjerg, der på dette tidspunkt var en by i hastig vækst. Her blev han samme år gift med Christiane Jensen (1856-1940). I Esbjerg startede han først en isenkramforretning, Søren Chr. Pedersens Udstyr, og i 1896 et blikkenslagerværksted. I 1911 forlod han sin købmandsvirksomhed for at etablere sig som keramiker på fuld tid, og han drev sit eget keramikerværksted frem til 1934.

## Karriere
Som keramiker var Søren Kongstrand autodidakt. I 1907 begyndte han for alvor at eksperimentere med keramiske forsøg, som han som en rig forretningsmand havde mulighed for selv at bekoste. I 1911 debuterede han på Kunstnernes Efterårsudstilling, hvor han fik den opmuntring, at Kunstindustrimuseet købte et af hans første arbejder, en mat silkelustre vase. Samme år opgav han købmandsvirksomheden og blev keramiker på fuld tid. Sit kunstnernavn, Kongstrand, sammensatte han af forældrenes kaldenavne, og han tog officielt navneforandring den 2. december 1911.
I 1913 modtog han et stipendium, der gav ham mulighed for at rejse til Tyskland og Frankrig for at studere keramisk teknik.
Hjemme i Danmark etablerede han keramisk værksted i Esbjerg, hvor han beskæftigede en række dygtige keramikere, og som han drev indtil 1934.
I perioden 1911-16 udstillede Kongstrand på Kunstnernes Efterårsudstilling, og i perioden 1912-17 på Charlottenborg. I perioden 1911-17 arrangerede han ca. 25 store udstillinger over det meste af landet. Disse udstillinger var en meget stor publikumssucces (ca. 700-800 besøgende pr. dag, hvilket var hidtil uhørt til udstilling med keramik), og pressen skrev meget om "troldmandens" keramiske arbejder.
Kongstrand blev specielt berømt for sine glasurer og lustreglasurer, der udmærker sig ved lighed med perlemor eller mineraler.
Til Kongstrands skulpturelle arbejder hører bl.a. portrætbuster, en række mindre dyreskulpturer, skulptur af "Mylius Erichsen, Høegh Hagen og Jørgen Brønlund på den sidste slædetur" (1910) og liggende kvindefigur i naturlig størrelse: "Det bødes der for" (1913).
Værker af Kongstrand er signerede SK eller S Kongstrand

## Fodnoter
1. ↑  Søren Kongstrand
2. ↑  Schmidt, A. et al.:Kongstrand og Pedersen, s. 9.
3. ↑  Weilbachs Kunstnerleksikon